# Puck (mitología)

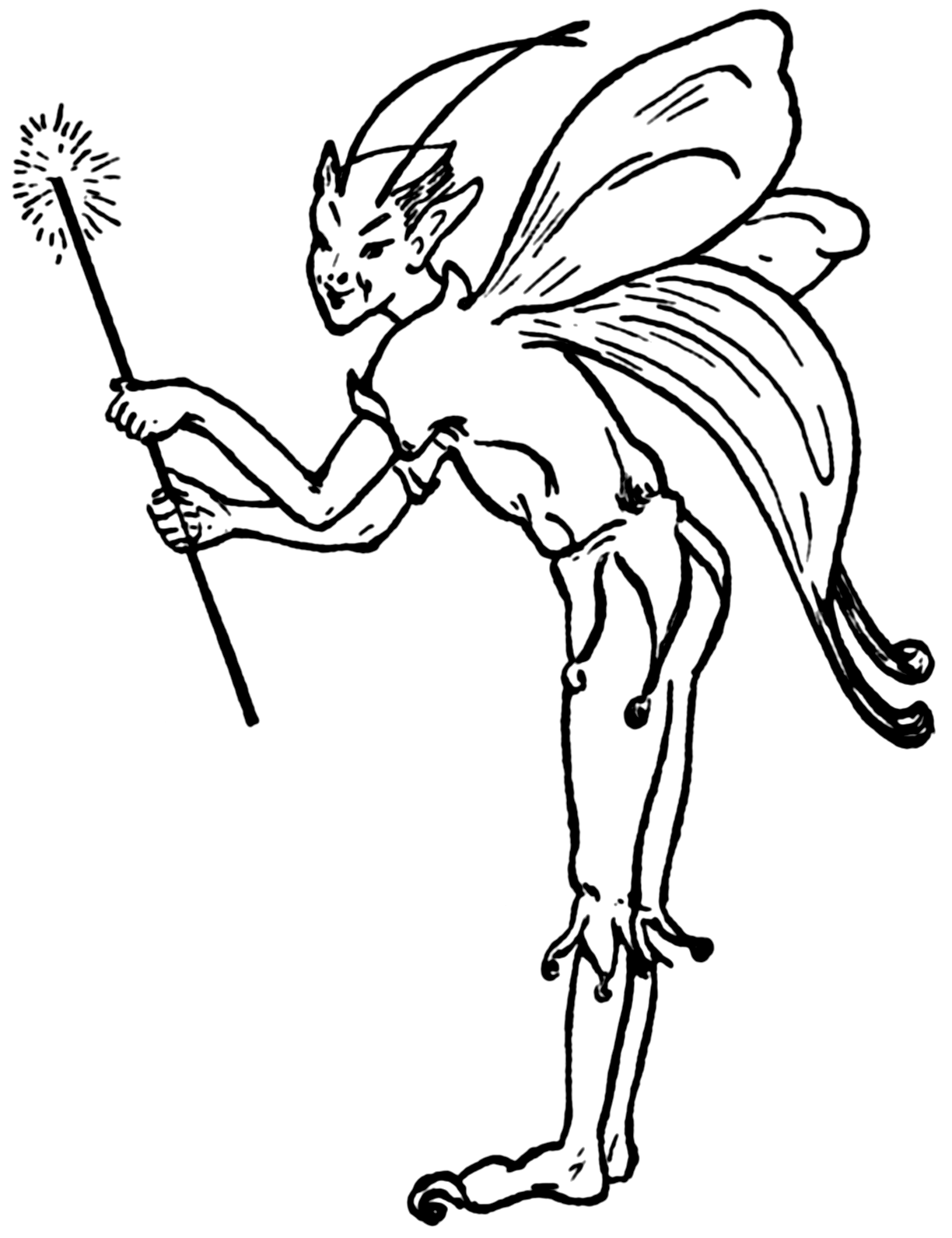
Ilustración de Puck como un hada.

Puck es un hada mitológica o ser fantástico de carácter juguetón o travieso, del folclore de las islas británicas. Puck es también utilizado como una personificación generalizada de los espíritus de la tierra. Aunque es un aspecto de Robin Goodfellow, también es un hob (pequeño espíritu del hogar) y un Will-o'-the-wisp (centella mágica o fuego fatuo).

## Popularidad
Puck ha tenido lugar en algunas series de manga y anime,las cuales son las siguientes:
- Re:Zero kara Hajimeru Isekai Seikatsu[1]

- Berserk==Véase también==
- Puck (Shakespeare)
- Puck (Kipling)

| - Fauno - Lisovik | - Imp - Loki - Lubber fiend | - Púca - Sátiro - Tomte |